# Al-Mustansir
Al-Mustansir (1176-1242) là khalip nhà Abbasid ở Bagdad đã trị vì từ năm 1226 tới năm 1242. Ông là con của az-Zahir và cháu nội của an-Nasir. Có ít điều để nói về ông do ông là con người ôn hòa và đạo đức. Giống như phụ hoàng, ông chỉ là vị khalip mang tính tượng trưng nhưng có ít ảnh hưởng chính trị. Đóng góp tồn tại lâu dài nhất của ông là việc xây dựng madrasah Al-Mustansiriyya (một trong những trường đại học Hồi giáo cổ nhất) bên bờ trái sông Tigris năm 1233.